# Gilberto Barbosa
Gilberto Barbosa Nunes Filho (Alvorada, Brasil, 19 de septiembre de 1989) es un futbolista brasileño. Juega de Defensa y su actual equipo es el  TM Fútbol Club  de la Liga de Ascenso de México.

## Clubes
| Club             | País   | Año             |
| ---------------- | ------ | --------------- |
| América-PE       | Brasil | 2011            |
| EC Internacional | Brasil | 2012            |
| América-PE       | Brasil | 2012            |
| EC Internacional | Brasil | 2013            |
| Cianorte         | Brasil | 2014            |
| Cascavel         | Brasil | 2014            |
| Ypiranga         | Brasil | 2015            |
| F. C. Juárez     | México | 2015 - 2018     |
| Tampico Madero   | México | 2018 - Presente |